# Aleksandr Maksimenkov
Aleksandr Ivanovič Maksimenkov (in russo Александр Иванович Максименков?; Počinok, 17 agosto 1952 – Mosca, 7 settembre 2012) è stato un allenatore di calcio e calciatore sovietico, dal 1991 russo, di ruolo centrocampista.

## Statistiche

### Cronologia presenze e reti in Nazionale
| Cronologia completa delle presenze e delle reti in nazionale ― Unione Sovietica | Cronologia completa delle presenze e delle reti in nazionale ― Unione Sovietica | Cronologia completa delle presenze e delle reti in nazionale ― Unione Sovietica | Cronologia completa delle presenze e delle reti in nazionale ― Unione Sovietica | Cronologia completa delle presenze e delle reti in nazionale ― Unione Sovietica | Cronologia completa delle presenze e delle reti in nazionale ― Unione Sovietica | Cronologia completa delle presenze e delle reti in nazionale ― Unione Sovietica | Cronologia completa delle presenze e delle reti in nazionale ― Unione Sovietica |
| Data                                                                            | Città                                                                           | In casa                                                                         | Risultato                                                                       | Ospiti                                                                          | Competizione                                                                    | Reti                                                                            | Note                                                                            |
| ------------------------------------------------------------------------------- | ------------------------------------------------------------------------------- | ------------------------------------------------------------------------------- | ------------------------------------------------------------------------------- | ------------------------------------------------------------------------------- | ------------------------------------------------------------------------------- | ------------------------------------------------------------------------------- | ------------------------------------------------------------------------------- |
| 20/03/1977                                                                      | Tunisi                                                                          | Tunisia                                                                         | 0 – 3                                                                           | Unione Sovietica                                                                | Amichevole                                                                      | 1                                                                               |                                                                                 |
| 23/03/1977                                                                      | Belgrado                                                                        | Jugoslavia                                                                      | 2 – 4                                                                           | Unione Sovietica                                                                | Amichevole                                                                      | -                                                                               | 58’                                                                             |
| 24/04/1977                                                                      | Mosca                                                                           | Unione Sovietica                                                                | 2 – 0                                                                           | Grecia                                                                          | Qual. Mondiali 1978                                                             | -                                                                               | 83’                                                                             |
| 10/05/1977                                                                      | Salonicco                                                                       | Grecia                                                                          | 1 – 0                                                                           | Unione Sovietica                                                                | Qual. Mondiali 1978                                                             | -                                                                               | 65’                                                                             |
| 18/05/1977                                                                      | Tbilisi                                                                         | Unione Sovietica                                                                | 2 – 0                                                                           | Ungheria                                                                        | Qual. Mondiali 1978                                                             | -                                                                               | 46’                                                                             |
| 28/07/1977                                                                      | Lipsia                                                                          | Germania Est                                                                    | 2 – 1                                                                           | Unione Sovietica                                                                | Amichevole                                                                      | -                                                                               |                                                                                 |
| 05/09/1979                                                                      | Mosca                                                                           | Unione Sovietica                                                                | 1 – 0                                                                           | Germania Est                                                                    | Amichevole                                                                      | -                                                                               |                                                                                 |
| 12/09/1979                                                                      | Atene                                                                           | Grecia                                                                          | 1 – 0                                                                           | Unione Sovietica                                                                | Qual. Euro 1980                                                                 | -                                                                               |                                                                                 |
| Totale                                                                          |                                                                                 | Presenze                                                                        | 8                                                                               |                                                                                 | Reti                                                                            | 1                                                                               |                                                                                 |

## Palmarès

### Giocatore

#### Competizioni nazionali
- Campionato sovietico: 1

Dinamo Mosca: 1976
- Coppa dell'Unione Sovietica: 1

Dinamo Mosca: 1977
- Supercoppa dell'URSS: 1

Dinamo Mosca: 1977